# Burdinne
Burdinne (valonă Beurdene) este o comună francofonă din regiunea Valonia din Belgia. Comuna este formată din localitățile Burdinne, Hannêche, Lamontzée, Marneffe și Oteppe. Suprafața totală a comunei este de 32,57 km². La 1 ianuarie 2008 comuna avea o populație totală de 2.895 locuitori. 